# Pharaphodius falzonii
Pharaphodius falzonii är en skalbaggsart som beskrevs av Rudolph Petrovitz 1973. Pharaphodius falzonii ingår i släktet Pharaphodius och familjen Aphodiidae. Inga underarter finns listade i Catalogue of Life.